# 埃尔马·加西莫夫
埃尔马·加西莫夫（1990年11月2日—）生于阿布歇隆區黑尔达兰（Xırdalan），是一名阿塞拜疆男子柔道运动员，主攻100公斤级。加西莫夫七岁时受父亲的影响开始练习柔道，10岁时开始师从Farhad Mammadov教练，17岁时开始参加青年级比赛，不久后，他便在20岁以下级和23岁以下级的比赛中取得一些成功。